# Fiat Mod. 14/35
La Fiat-Revelli Mod. 14/35 o solo Fiat Mod. 35 è una mitragliatrice pesante italiana.

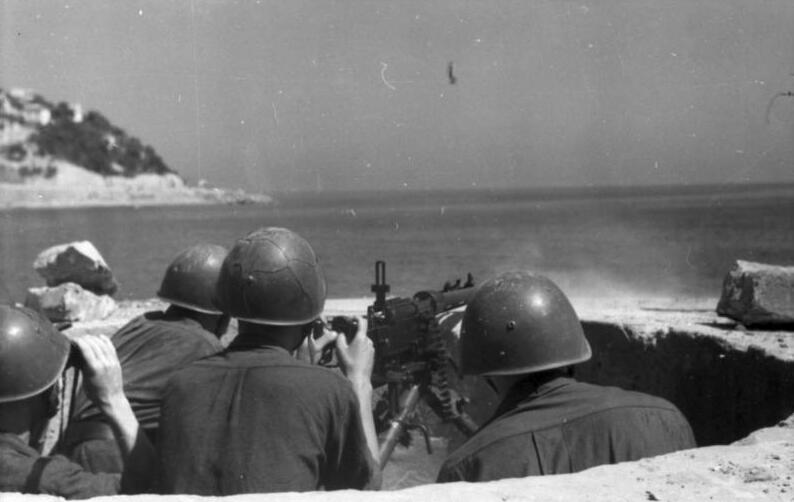
Una Fiat-Revelli 35, riconoscibile dal manicotto di raffreddamento ad aria ed alimentazione a nastro

## Storia
La mitragliatrice deriva dalla modifica della Fiat-Revelli Mod. 1914, realizzata del capitano del Regio Esercito Abiel Bethel Revelli di Beaumont come evoluzione della Perino Mod. 1908. La Mod. 14 venne impiegata largamente nella prima guerra mondiale e nella cosiddetta riconquista della Libia, ed era ancora la mitragliatrice standard italiana durante la guerra civile spagnola e la guerra d'Etiopia. Tuttavia, alla luce delle nuove dottrine operative, si andavano evidenziando i limiti di questa arma, legati soprattutto al peso eccessivo del raffreddamento ad acqua ed al sistema di alimentazione poco affidabile. Non di meno, il calibro da 6,5 × 52 mm, pur garantendo la standardizzazione con quello dei fucili Carcano Mod. 91 (con ovvie ricadute positive sulla catena degli approvvigionamenti), si dimostrava troppo poco prestante sui nuovi e dinamici campi di battaglia. Il Regio Esercito, mentre quindi avviava l'acquisizione della nuova Breda Mod. 37 in calibro 8 × 59 mm RB Breda, pensò di sfruttare le numerosissime Mod. 14 ancora disponibili riconvertendole al nuovo calibro e modificandone gli aspetti che avevano mostrato le maggiori criticità. Nel 1935 iniziò così la conversione delle armi nel nuovo modello Fiat Mod. 14/35 in calibro 8 mm, con raffreddamento ad aria ed alimentazione a nastro.
L'arma così ottenuta, leggera e robusta, con il nuovo sistema di alimentazione risolveva la maggior parte dei problemi della mitragliatrice originaria. La nuova cartuccia da 8 mm inoltre possedeva qualità balistiche nettamente superiori come velocità iniziale, gittata e potere d'arresto.
Le prime armi così modificate equipaggiarono i carri armati e poi via le unità di seconda linea, della Milizia Volontaria per la Sicurezza Nazionale e soprattutto dei reparti coloniali (ad esempio dagli Ascari del cielo). Venne anche installata in postazione fissa nei bunker del Vallo Alpino del Littorio.Comunque la trasformazione nel 1940 non era ancora terminata, cosicché alcuni reggimenti entrarono in guerra ancora equipaggiati con la Mod. 14 originale.
L'arma fu prodotta dal 1935 al 1940. Fu una delle mitragliatrici più note tra quelle usate dal Regio Esercito durante la seconda guerra mondiale, veniva usata sia per la difesa di punto all'interno delle postazioni fisse, sia dalla fanteria.
La mitragliatrice in impianto binato, montata sull'affusto della mitragliera Breda 20/65 Mod. 1935, fu installata sul Fiat 1100 Camioncino per ottenere un "semovente" contraereo che, prodotto in 50 esemplari, venne assegnata alla 101ª Divisione motorizzata "Trieste" ed impiegato sul fronte nordafricano per la scorta antiaerea delle colonne motorizzate.

## Tecnica
Nella Mod. 14/35 la canna con manicotto ad acqua è sostituita da una canna piena con alette di raffreddamento, spegnifiamma e maniglione per la sostituzione rapida. Ciò permette di eliminare un servente addetto al bidone dell'acqua da 18 kg, semplificando il trasporto dell'arma ed eliminando la necessità del rifornimento d'acqua. La canna si inserisce in un manicotto fenestrato, che porta anche il mirino. La camera di scoppio presenta delle scanalature per far passare i gas e far "galleggiare" il bossolo del proiettile senza bisogno di lubrificazione. I caricatori a cassetta sono sostituiti da nastri metallici in lamiera stampata che, potendo essere uniti tra loro, aumentano la cadenza di tiro e riducono gli inceppamenti. L'alzo a ritto e cursore è più corto e gradato per il nuovo munizionamento con tacche ogni due ettometri. La culatta è modificata per l'aggancio rapido della canna. L'arma differisce dal Mod. 14 per altri elementi della meccanica, mentre sfrutta lo stesso treppiede.